# Río Jaimanitas
El río Jaimanitas es un curso fluvial cubano que recorre 11 km del oeste de la isla. Nace en el sur del municipio de La Lisa, al oeste de la provincia de La Habana y fluye hacia el noroeste, desembocando en el estrecho de Florida.
Posse una cuenca hidrográfica de 28,15 km² y presenta 2 afluentes. Nace a 75 m de altitud y desemboca en la playa de Jaimanitas, a 0 m de altitud sobre el nivel del mar.
Actúa como un suplemento de agua dulce para La Habana. Su tramo se comparte entre los municipios habaneros de Playa y La Lisa.